# 第三國人
第三国人（日语：／ dai sangoku jin），簡稱三国人（／ sangoku jin），是一个日语贬义词，用以称呼來自前日本外地（殖民地）的日本居民，包括朝鲜人與臺灣人（本島人）。此詞的意思是「當事國以外的第三國之國民」（當事國係指二戰的各宣戰國），最开始是为前日本外地居民制造一种隔离的种族和政治身份，特别是为了朝鲜人（韩国人）。
当初駐日盟軍總司令部（GHQ）和日本政府使用此詞，並没有歧视的意义。但三国人常被解釋為那些被日軍徵召入伍作勞工然後於二戰後定居日本和韓戰中獲得「特許永久居留權」的在日朝鮮人。此詞亦可指台灣的殖民地人民和二戰前後自願移居日本的移民 。
此詞被視作不合時宜而不被使用。時任東京都知事石原慎太郎於2000年4月9日為自衛隊致詞時，提出地震後的犯罪活動都是外來人口所為時用到此詞。石原慎太郎事後受到廣泛譴責。